# 大甲溪河神廟
24°19′21″N 120°36′47″E / 24.322563°N 120.613084°E
大甲溪河神廟，是位於臺灣臺中市外埔區大甲溪畔的河神廟，以一塊巨石為其金身。

## 由來

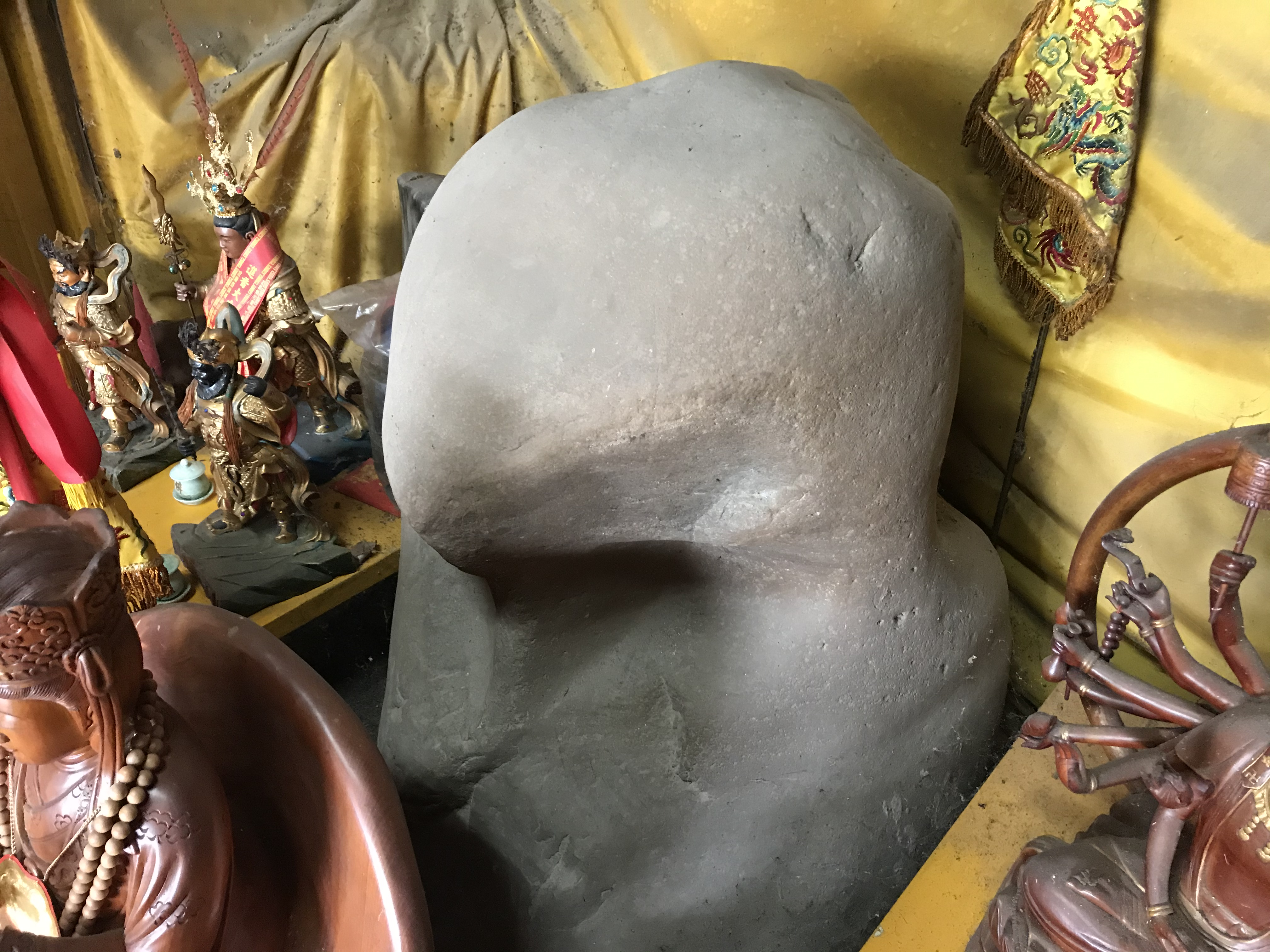
河神石

當地相傳二十世紀中葉時，某個農民在颱風雨夢見一名站在大甲溪河堤的老人不斷將水流全趕到河中央，之後天亮時就在河邊發現一顆凹陷宛如眼窩的巨石。另一傳說有農民夢到一位白髮老翁，告知原本住在深山，這次隨洪水下來後搬來大甲溪畔，農民若要農作物不受大水沖毀，就要祭拜祂。村民將此有臉孔的石頭當成大甲溪河神的化身，稱為「河神爺」來供奉，但年代久了，祭祀便停止。
據瓜農王啟茂表示，他在2004年七二水災後整理農地時，從河床挖起一顆重數百斤、前後凹陷、貌似有臉有眼的巨石。某日一名老者路過，認為這是塊奇石，要王啟茂供奉。王啟茂便與妻子先供奉，心想因偏遠不會有太多人來拜。直到2004年10月1日（農曆八月十八），鄉長黃日昇與農民因感該年有敏督利、艾利颱風，外埔卻有驚無險，便發起恢復祭拜河神的習俗，祭拜此石，並以該日為誕辰。

## 祭祀
廟宇建立後，外埔公所每年都來祭拜，如2007年由鄉長劉陳吻、前鄉長黃日昇等地方人士祭拜。信徒深信大甲溪河神是蛇神轉化而成，供品以蛋為主，不論是雞蛋、鴨蛋都可以，重要節慶時才供奉三牲，但最忌酒類。中國傳說河神會化成蛇的模樣。像是王啟茂說開始祭拜此石時，夢見三個人化成長蛇，自稱是鎮守著大甲溪的河神。

## 外部連結
- 大甲溪河神廟的Facebook專頁